# 金沢城北市民運動公園
金沢城北市民運動公園（かなざわじょうほくしみんうんどうこうえん）は、石川県金沢市磯部町に所在する都市公園（運動公園）。公園全体は金沢市が所管するが、施設ごとに別々の指定管理者により管理されている。

## 概要
金沢市制百年記念事業の一環として、北陸自動車道・国道8号金沢バイパス（金沢高架橋）南の田園地帯に1990年（平成2年）に整備された。野球場やサッカー場を備えた運動公園として開場し、後に金沢プールが増設されている。

## 施設
金沢市民野球場
金沢スタジアム
スポーツ交流広場
サッカー1面が確保可能な115m×78mのサイズを持つ人工芝グラウンド。
ジュニアスポーツコート
少年サッカー1面が確保可能な人工芝グラウンド
本田圭佑クライフコート
ヨハン・クライフ財団が世界各地に整備する「クライフコート」の一つで、2007年から2010年にかけてVVVフェンローでプレーした本田圭佑（星稜高校卒）が誘致して2011年8月に設置した。
2021年4月に使用休止し解体されたが、2026年度以降に再設置に向けて工事に着工する予定。
金沢プール
日本水泳連盟国際公認の50m、飛び込み、25mの3つのプールを備えた北陸最大級の屋内プール。2019年（令和元年）完成。
屋内交流広場（あめるんパーク）
人工芝が敷かれた多目的ゾーン（のびのび広場）と複合型遊具を完備したアスレチックゾーンからなる屋内施設。

## アクセス
- 金沢駅西口バスターミナル8番のりばより西日本ジェイアールバス「城北市民運動公園（金沢プール前）」停留所下車すぐ
- 金沢駅西口バスターミナル7番のりばより北鉄バス「（86）金沢社会保険病院経由 みずき四丁目」行で「田中南口」停留所下車すぐ
- 北陸鉄道浅野川線 磯部駅から約850m
- IRいしかわ鉄道線 東金沢駅西口から約1.1km